# The Elements of Typographic Style
The Elements of Typographic Style är en bok av den kanadensiske poeten, författaren, typografen och bokdesignern Robert Bringhurst (1946–) om typografi – dess användning, stil och form, och historia.
Boken, som är skriven på engelska, utgavs för första gången 1992, och har hittills utkommit i tre omarbetade upplagor: 1996, 2004 och 2012.
The Elements of Typographic Style har blivit ett referensverk inom sitt område, och täcker många aspekter av modern typografi.